# 台北市民歌
《台北市民歌》發表於1920年7月，為台灣總督府於台灣實施台灣市制時的宣傳活動之一。

## 台灣日治時期
日語演唱的該曲，為在台日籍人士山田勇作詞，一條慎三郎作曲，整曲以台北景色為綱。該曲一直等同台北市市歌，一直到台灣日治時期結束為止。

劍潭の峰をはるかに仰ぎ

融和を誓へる古城のほとり

あゝとこしへの圓舞の和樂

こゝに島都の姿ぞ躍る

臺北　臺北　吾等の臺北

文化の星座に輝く業績

明るき理想の摩天の塔は

あゝゆるぎなき統治のしるし

こゝに市民の誇りぞ映ゆる

臺北　臺北　吾等の臺北

使命を尊み大臺北の

栄ある花籠捧ぐと起てば

あゝあらたなる時運の光

こゝに吾等の心ぞ勇む

臺北　臺北　吾等の臺北

## 台灣戰後時期
1946年，這首歌改為由台北市教育局公布，姜琦作詞、陳田鶴作曲的版本，在20世紀50年代仍然在台北小學傳唱。全曲以記述台灣古蹟、台灣歷史、四維八德文化、政治期望為主。

溫暖的陽光下

依然矗立著斑剝的古城門

它好像對我們告訴

劉壯肅公的功績猶存

臺北，臺北，我們的臺北

金甌覆了又全

受盡壓迫的終得吐氣揚眉

但我們同時須記得

愛護自由首要張四維

臺北，臺北，我們的臺北

廣闊的馬路上

再也不會受鐵蹄的蹂躪

我們從今協力同心

向著建國的前途猛進

臺北，臺北，我們的臺北

## 外部連結
- 南進台灣 （页面存档备份，存于）：該紀錄片中介紹台北市時其背景音樂即此曲。